# AGA – Gesellschaft für Arthroskopie und Gelenkchirurgie
Die AGA – Gesellschaft für Arthroskopie und Gelenkchirurgie ist eine medizinische Fachgesellschaft in Deutschland, Österreich und der Schweiz. Zweck ist die Förderung von wissenschaftlichen und fachlichen Belangen der Arthroskopie und Gelenkchirurgie sowie die standespolitische Interessensvertretung von die Arthroskopie und Gelenkchirurgie betreffenden Themen. Der Verein ist nach eigenen Angaben mit über 6.000 Mitgliedern die größte europäische Fachgesellschaft auf dem Gebiet der Arthroskopie. Neben Ärzten und Wissenschaftlern sind auch Produktions- oder Handelsfirmen fördernde Mitglieder.
Die AGA hat den Sitz in Zürich und ist dort als steuerbefreiter Verein registriert. Darüber hinaus ist die AGA eine Sektion der Deutschen Gesellschaft für Orthopädie und Unfallchirurgie (DGOU).

## Geschichte
Der Verein wurde am 29. Oktober 1983 als Deutschsprachige Arbeitsgemeinschaft für Arthroskopie (AGA) durch deutsche, österreichische und schweizerische Ärzte in Zürich gegründet. Aufgrund der zunehmenden Vermischung von Techniken der arthroskopischen und offenen Gelenkchirurgie erfolgte am 23. September 2011 die Umbenennung in AGA – Gesellschaft für Arthroskopie und Gelenkchirurgie.

## Tätigkeit
Die Gesellschaft veranstaltet einmal pro Jahr den „AGA-Kongress“, bietet mit AGA-STArt – SimulatorTrainingArthroskopie – Kursen und AGA-Akademie -Arthroskopiekursen (Präparate Kurse) und  regelmäßige Seminare und Fortbildungen zur Aus- und Weiterbildung arthroskopischer Operateure an und erteilt Qualifikationen für Ärzte und (nicht-staatliche) Zertifizierungen für Arthroskopie-Kurse.
So bietet sie besonders erfahrenen arthroskopischen Operateuren, welche in der Aus- und Weiterbildung tätig sind, die vereinseigene Zertifizierung als
AGA-Faculty Member (Ausbilder) und AGA-Expert (Gelenksexperte) an.
In Kooperation mit anderen internationalen arthroskopischen Fachgesellschaften werden Ausbildungs-Fellowships vergeben.
Weiterhin vertritt sie standespolitisch Belange der Arthroskopie und Gelenkchirurgie.
Publikationsorgan ist die Zeitschrift Arthroskopie (erschienen im Springer-Verlag).

## Kooperationen
Es bestehen Kooperationen mit anderen nationalen und internationalen Arthroskopie-Verbänden wie der Asociacion Espanola d’Artroscopia (AEA), der Societe Francaise d` Arthroscopie (SFA), der Sociedade Portuguesa de Artroscopia e Traumatologia desportiva (SPAT), der Società Italiana di Artroscopia (SIA) und der European Society for Sports Traumatology, Knee Surgery and Arthroscopy (ESSKA) für das European Arthroscopy Fellowship (EAF). Zum anderen arbeitet die AGA mit der Nederlandse Vereniging voor Arthroscopie (NVA) im Rahmen des NVA-Fellowship zusammen.
Der Verein kooperiert mit dem BVASK-Berufsverband für Arthroskopie e. V. auf dem Gebiet der standespolitischen Vertretung.

## Komitees
Im Verein existieren folgende Komitees, die unterschiedliche Gebiete bearbeiten und Fachkompetenz bündeln sollen:
- Komitee Education
- Komitee Ellenbogen-Hand
- Komitee Fuß – Sprunggelenk
- Komitee Gewebe
- Komitee Hüfte
- Komitee Kommunikation
- Komitee Knie-Arthrose/Gelenkerhalt
- Komitee Knie-Knorpel-Meniskus
- Komitee Knie-Ligament
- Komitee Knie-Patellofemoral
- Komitee Knorpel
- Komitee Mitglieder
- Komitee Schulter (Arthrose/Instabilität/Rotatorenmanschette)
- Komitee Regeneration
- Komitee Research
- Komitee Trauma

## AGA-Studenten
Im 2011 als Junges Forum der AGA gegründet, sind Medizinstudenten mit Interesse an Arthroskopie und Orthopädie als AGA-Students organisiert. Neben Seminaren, Fortbildungen, Vermittlung von Famulatur- und Hospitationsplätzen sowie der Vernetzung mit Gleichgesinnten gibt es die Möglichkeit einer beitragsfreien AGA-Students-Mitgliedschaft, die weitergehende Fortbildungs- und Förderungsmöglichkeiten eröffnet und unter anderem auch die kostenlose Teilnahme an den jährlichen AGA-Kongressen ermöglicht.

## Liste der Präsidenten
- 1984–1987 Werner Glinz, Deutschland
- 1988–1989 Hans Rudolf Henche, Deutschland
- 1990–1991 Peter Hertel, Deutschland
- 1992–1993 Karl-Peter Benedetto, Österreich
- 1994–1995 Werner Hackenbruch, Schweiz
- 1996–1998 Dieter Kohn, Deutschland
- 1999–2000 Franz Landsiedl, Österreich
- 2001–2003 Andreas B. Imhoff Deutschland
- 2004–2007 Philipp Lobenhoffer, Deutschland
- 2008–2009 Christian Fink, Österreich
- 2009–2011 Hermann Mayr, Deutschland
- 2011–2013 Roland Becker, Deutschland
- 2013–2015 Matthias Flury, Schweiz
- 2015–2017 Peter Angele, Deutschland
- 2017–2019 Helmut Lill, Deutschland
- 2019–2023 Philipp Heuberer, Österreich
- 2023 Philipp Niemeyer, Deutschland